# Bulbul coronat olivaci
El bulbul coronat olivaci (Alophoixus phaeocephalus) és una espècie d'ocell de la família dels picnonòtids (Pycnonotidae). Es troba a Brunei, Indonèsia i Malàisia, Myanmar i Tailàndia. Els seus hàbitats principals són els boscos tropicals i subtropicals de frondoses humits de les terres baixes, els boscos de pantà i les plantacions. El seu estat de conservació es considera de risc mínim.